# Song Jian (Philosoph)
Song Jian (chinesisch 宋鈃 / 宋钘, Pinyin Sòng Jiān) war ein chinesischer Philosoph aus der Zeit der Streitenden Reiche. Er war Mitglied der Jixia-Akademie (chinesisch 稷下學宮, Pinyin Jìxià xúegōng) im alten Staat Qi, dem geistigen Zentrum der damaligen chinesischen Welt.
Weil er ähnliche Lehren wie der ebenfalls der Jixia-Akademie angehörende Philosoph Yin Wen (chinesisch 尹文, Pinyin Yǐn Wén) (ca. 360–280 v. Chr.), der auch Yin Wen zi (chinesisch 尹文子) genannt wird, vertrat, wurden sie als die Song-Yin-Schule (chinesisch 宋尹学派) bezeichnet. 
Er war ungefähr ein Zeitgenosse des Zhuangzi. Seine Lehren werden im letzten Kapitel des Buches Zhuangzi besprochen. 

## Schriften
Seine Schriften sind seit langem verloren. Nach der heutigen Forschung sind die Kapitel Tianxia des Werkes Zhuangzi und die vier Kapitel Xinshu (心术) (erster und zweiter Teil), Baixin (白心) und Neiye (内业) des politisch-philosophischen Werkes Guanzi (chinesisch 管子), das anonyme Schriften der Jixia-Akademie vereint, wichtige Dokumente der Schule von Song und Yin (chinesisch 宋尹学派).

## Namensvarianten
Song Jian (chinesisch 宋鈃, Pinyin Sòng Jiān), Song Rong (chinesisch 宋榮 / 宋荣, Pinyin Sòng Róng), Song Rong zi (chinesisch 宋榮子 / 宋荣子, Pinyin Sòng Róng zǐ).
Von manchen wird der Name auch Song Xing (chinesisch 宋鈃, Pinyin Sòng Xíng) gelesen, in der Geschichte der chinesischen Philosophie von Feng Youlan/Derk Bodde mit Sung K'eng (in Wade-Giles).
| Personendaten    | Personendaten                                                                                        |
| ---------------- | --- |
| NAME             | Song Jian                                                                                            |
| ALTERNATIVNAMEN  | 宋鈃 (traditionelles Chinesisch); 宋钘 (vereinfachtes Chinesisch); Sòng Jiān; Songzi; 宋子; Sung tse |
| KURZBESCHREIBUNG | chinesischer Philosoph                                                                               |
| GEBURTSDATUM     | zwischen 5. Jahrhundert v. Chr. und 3. Jahrhundert v. Chr.                                           |
| STERBEDATUM      | zwischen 5. Jahrhundert v. Chr. und 3. Jahrhundert v. Chr.                                           |